# イスラエル・クリーンテック・ベンチャーズ
イスラエル・クリーンテック・ベンチャーズ（Israel Cleantech Ventures）は、グレン・シュウェイバー、ジャック・レヴィ、メイル・ウケレスにより2006年に創設されたイスラエル専門のベンチャーキャピタルファームである。  それは最初のイスラエルに集中したクリーン・テクノロジーベンチャーキャピタルファンドであり、イスラエルのエネルギー、水、環境テクノロジー分野にグロース・キャピタルを供給する趣旨を持つ。  2007年に、機関投資家やファミリーオフィスだけでなく、RobecoとPiper Jaffrayを含む投資家から最初の資金として$7500万を調達した。

## 投資先企業
- Aqwise[4]
- ベタープレイス
- BrightView Systems[5]
- CellEra[6]
- CRE (Citrine Renewable Energy) [7]
- Emefcy[8]
- FRX Polymers[9]
- Metrolight[10][11][12]
- Pythagoras Solar[13][14]
- Scodix[15]
- Tigo Energy[16]